# London Warriors
I London Warriors sono una squadra di football americano, di Londra, in Inghilterra; fondati nel 2005 come squadra giovanile, nel 2007 aprirono la prima squadra col nome di London Cobras, per poi ridenominarla London Warriors nel 2011; hanno vinto 6 titoli di campione nazionale britannico (coincidenti con altrettanti BritBowl).

## Dettaglio stagioni

### Tornei nazionali

#### Campionato

##### BAFA NL Premiership
| Stagione | regular season | regular season | regular season | regular season | regular season | regular season | playoff | playoff | playoff | playoff | playoff | playoff    | playoff           |
|          | Vin            | Par            | Per            | Tot            | PF             | PS             | Vin     | Per     | Tot     | PF      | PS      | risultato  | avversaria        |
| -------- | -------------- | -------------- | -------------- | -------------- | -------------- | -------------- | ------- | ------- | ------- | ------- | ------- | ---------- | ----------------- |
| 2014     | 8              | 0              | 0              | 8              | 454            | 19             | 3       | 0       | 3       | 103     | 28      | Campioni   | London Blitz      |
| 2015     | 7              | 0              | 1              | 8              | 329            | 29             | 2       | 0       | 2       | 34      | 28      | Campioni   | London Blitz      |
| 2016     | 10             | 0              | 0              | 10             | 489            | 29             | 2       | 0       | 2       | 94      | 22      | Campioni   | London Blitz      |
| 2017     | 8              | 0              | 2              | 10             | 398            | 135            | 0       | 1       | 1       | 34      | 38      | Semifinale | Tamworth Phoenix  |
| 2018     | 10             | 0              | 0              | 10             | 423            | 27             | 2       | 0       | 2       | 91      | 34      | Campioni   | Tamworth Phoenix  |
| 2019     | 10             | 0              | 0              | 10             | 611            | 35             | 2       | 0       | 2       | 119     | 29      | Campioni   | Tamworth Phoenix  |
| 2022     | 10             | 0              | 0              | 10             | 384            | 49             | 1       | 1       | 2       | 35      | 57      | Britbowl   | Manchester Titans |
| Totale   | 63             | 0              | 3              | 66             | 3088           | 323            | 12      | 2       | 14      | 510     | 236     |            |                   |

Fonti: Enciclopedia del Football - A cura di Massimo Mezzetti

##### Sapphire Series Division One/NWFL Premiership
| Stagione | regular season | regular season | regular season | regular season | regular season | regular season | playoff | playoff | playoff | playoff | playoff | playoff     | playoff           |
|          | Vin            | Par            | Per            | Tot            | PF             | PS             | Vin     | Per     | Tot     | PF      | PS      | risultato   | avversaria        |
| -------- | -------------- | -------------- | -------------- | -------------- | -------------- | -------------- | ------- | ------- | ------- | ------- | ------- | ----------- | ----------------- |
| 2017     | 4              | 0              | 2              | 6              | 114            | 100            | -       | -       | -       | -       | -       | -           | -                 |
| 2018     | 4              | 0              | 2              | 6              | 200            | 76             | 1       | 1       | 2       | 48      | 34      | Terzo posto | Manchester Titans |
| 2018-19  | 6              | 0              | 2              | 8              | 250            | 144            | 1       | 1       | 2       | 60      | 46      | Finale      | Birmingham Lions  |
| 2022     | 6              | 0              | 2              | 8              | 290            | 93             | 2       | 0       | 2       | 89      | 34      | Campionesse | Birmingham Lions  |
| Totale   | 20             | 0              | 8              | 28             | 854            | 413            | 4       | 2       | 6       | 197     | 114     |             |                   |

Fonti: Enciclopedia del Football - A cura di Massimo Mezzetti

### Tornei internazionali

#### IFAF Northern European Football League
| Stagione | regular season | regular season | regular season | regular season | regular season | regular season | playoff | playoff | playoff | playoff | playoff | playoff   | playoff    |
|          | Vin            | Par            | Per            | Tot            | PF             | PS             | Vin     | Per     | Tot     | PF      | PS      | risultato | avversaria |
| -------- | -------------- | -------------- | -------------- | -------------- | -------------- | -------------- | ------- | ------- | ------- | ------- | ------- | --------- | ---------- |
| 2017     | 1              | 0              | 1              | 2              | 41             | 58             | -       | -       | -       | -       | -       | -         | -          |
| Totale   | 1              | 0              | 1              | 2              | 41             | 58             | -       | -       | -       | -       | -       |           |            |

Fonti: Enciclopedia del Football - A cura di Massimo Mezzetti

### Riepilogo fasi finali disputate
| Anno              | Luogo            | Evento                       | Fase del torneo      | Incontro                            | Risultato |
| 12 settembre 2014 |                  | BAFA NL Premiership          | Britbowl             | London Warriors - London Blitz      | 10 - 8    |
| 5 settembre 2015  | Londra           | BAFA NL Premiership          | Britbowl             | London Warriors - London Blitz      | 20 - 19   |
| 27 agosto 2016    |                  | BAFA NL Premiership          | Britbowl             | London Warriors - London Blitz      | 36 - 15   |
| 13 agosto 2017    |                  | BAFA NL Premiership          | Semifinale           | Tamworth Phoenix - London Warriors  | 38 - 34   |
| 17 marzo 2018     | Manchester       | Sapphire Series Division One | Finale 3º - 4º posto | London Warriors - Manchester Titans | 34 - 0    |
| 8 settembre 2018  | Leeds            | BAFA NL Premiership          | Britbowl             | Tamworth Phoenix - London Warriors  | 34 - 48   |
| 2 marzo 2019      | Keele            | Sapphire Series Division One | Finale               | London Warriors - Birmingham Lions  | 12 - 26   |
| 1º settembre 2019 | Londra           | BAFA NL Premiership          | Britbowl             | London Warriors - Tamworth Phoenix  | 56 - 29   |
| 17 settembre 2022 | Upton-by-Chester | NWFL Premiership             | Britbowl             | Birmingham Lions - London Warriors  | 14 - 33   |
| 3 settembre 2022  |                  | BAFA NL Premiership          | Britbowl             | Manchester Titans - London Warriors | 37 - 7    |

## Palmarès
- 6 BritBowl e titoli britannici (2013-2016, 2018, 2019)
- 1 Campionato femminile britannico (2022)
- 1 BAFA Division 1a (2009)